# Eratoneura vittata
Eratoneura vittata är en insektsart som först beskrevs av Knull och Auten 1937.  Eratoneura vittata ingår i släktet Eratoneura och familjen dvärgstritar. Inga underarter finns listade i Catalogue of Life.